# Édgar Vivar
Édgar Ángel Vivar Villanueva (Cidade do México, 28 de dezembro de 1948) é um ator, comediante, dublador, produtor e médico mexicano. Tornou-se célebre e conhecido mundialmente por ter interpretado os personagens Senhor Barriga e Nhonho no seriado mexicano Chaves, além de Botijão em Los Caquitos. Também teve outras participações em programas de Chespirito, sendo um dos poucos atores que permaneceu até o fim de todos os programas de Bolaños, ao lado de Rubén Aguirre e Florinda Meza.

## Biografia
Edgar Vivar nasceu em 28 de dezembro de 1948, na Cidade do México, sendo o mais velho dos três filhos do engenheiro Ángel Vivar e Elia Villanueva Falcón.
Vivar teve problemas de obesidade desde criança e foi vítima de bullying por causa disso:
| “ | Sofri bullying no ensino fundamental. Foi terrível, não foi fácil. Não tive escolha a não ser brigar com todo mundo ou aguentar, me refugiei muito na leitura, aprendi que o melhor companheiro que poderia ter era um livro. | ” |

Formado pelo Centro Universitário de Teatro, iniciou sua carreira como ator de teatro em 1964, mas estudou e se formou como médico clínico na Universidade Nacional Autônoma do México, chegando a trabalhar dois anos em um hospital e conciliando suas ambas profissões.

## Carreira
No início dos anos 1970, Edgar gravou um comercial de geladeiras. Roberto Gómez Bolaños viu o comercial, gostou e convidou Edgar para participar de seus programas cômicos. Vivar então aceitou o convite e abandonou a medicina para seguir na atuação. Nos programas de Roberto, Vivar conseguiu popularidade com os personagens Senhor Barriga, Nhonho, Botijão e Pança. Na década de 1980, Edgar também criou um circo onde fazia shows com os seus personagens.
Ele foi um dos poucos atores que permaneceu com Roberto Gómez Bolaños até o fim do Programa Chespirito, em 1995. Com o fim dos programas de Bolaños, Edgar partiu para sua carreira solo e fez várias peças de teatro, filmes e telenovelas. Também continuou fazendo shows com o seu circo até 2002, quando o circo fechou.
Em 2006, ele atuou no filme Bandidas, vivendo o gerente de um dos bancos assaltados pelas protagonistas vividas Salma Hayek e Penélope Cruz. Em 2007 interpretou Dr. Balaban, um cientista paranormal, no filme O Orfanato.
Edgar também tornou-se dublador e já participou da dublagem espanhola de filmes como Ratatouille e Meu Malvado Favorito 2.
Em 2017, Edgar anunciou que está escrevendo um livro de memórias da sua vida, mas que o livro só será publicado depois que ele morrer.
Em entrevistas, Edgar contou que ele sofreu bullying por ser gordo, dentuço e usar óculos. Ele também realizou uma série de palestras sobre bullying para combater o problema. Em algumas entrevistas, Edgar admitiu que havia bullying em Chaves, apesar do sucesso do programa.
Atualmente, está se dedicando muito ao teatro e ao cinema. Edgar frequentemente atua em várias peças e filmes. Ficou anos afastado da televisão, retornando apenas em 2018 quando esteve na novela La jefa del campeón, produzida por Roberto Gómez Fernández, o filho de Roberto Gómez Bolaños.
Edgar também criou uma ligação com o Brasil, país que visitou pela primeira vez em 2003. Voltou em 2010 e, desde então, ele tem grande carinho pelo Brasil e, de vez em quando, costuma vir ao país para fazer shows como Senhor Barriga ou participar de eventos com os fãs.
Em julho de 2021, anunciou que em breve irá parar de fazer shows ao vivo e que está preparando uma turnê de despedida. Em algumas entrevistas, ele falou que vai parar de fazer shows por causa de um problema no joelho e que terá que operá-lo em 2024. Até lá, Edgar vai fazer os seus últimos shows.

## Vida pessoal

### Problemas de saúde
Em 1992, Vivar se afastou temporariamente das gravações do Programa Chespirito para tratar dos problemas cardiovasculares que o excesso de peso lhe causou. Nos anos seguintes, ele enfrentou um problema glandular que o levou a ganhar mais peso, precisando se internar em uma clínica para perder peso.
Vivar sofreu duas embolias pulmonares graves que o mantiveram sob cuidados intensivos. A partir de 2003, ele iniciou um tratamento à base de exercícios e medicamentos, precisando também usar um cilindro de oxigênio portátil e um marcapasso gástrico.
Em janeiro de 2008, submeteu-se a uma cirurgia bariátrica em um hospital da cidade de Monterrey, no México. Após a cirurgia, Edgar perdeu 84 quilos, o que o deixou mais magro e salvou a sua vida.
No dia 6 de junho de 2009, Vivar foi internado em um hospital da capital mexicana devido a problemas coronários. Várias pontes de safena foram realizadas e dois dias depois ele recebeu alta.
Em abril de 2016, durante uma turnê no Brasil, Édgar sofreu uma queda na rua em São Paulo, mas sem gravidade.
Em dezembro de 2016, o ator sofreu uma anemia, consequência da cirurgia que fez oito anos antes, mas se recuperou.
No ano de 2017, surgiram rumores de que o ator estava com Alzheimer, mas o próprio Édgar veio a público desmentir a notícia.
Em 2022, Vivar testou positivo para a COVID-19, mas conseguiu se recuperar do vírus. Ele já tinha tomado quatro doses da vacina contra o vírus e apresentou apenas sintomas leves.
Em abril de 2024, Édgar Vivar sofreu um acidente durante as gravações de uma série na Televisa. O ator caiu no chão e teve um pequeno ferimento na cabeça, mas sem maior gravidade. Edgar foi ao hospital, onde fez uma sutura.

## No Brasil

### Visitas e relação com o país
Até o momento, Edgar já esteve no Brasil mais de 20 vezes e é o ator do elenco de "Chaves" e "Chapolin" que mais vezes veio ao país.
Em 2003, ele veio ao Brasil pela primeira vez e esteve no programa Falando Francamente apresentado por Sônia Abrão no SBT, onde recebeu muitas homenagens dos chavesmaníacos, e de boa parte de funcionários da emissora, em especial a apresentadora do Bom Dia & Cia na época, Jackeline Petkovic se emocionou muito ao conhecer o personagem que a fez crescer em vários sentidos pessoais.
Conheceu também no mesmo dia, o seu dublador no Brasil, Mário Vilela, sendo que este dublador morreu de diabetes no dia 1 de dezembro de 2005.
Em 2006, deu entrevista exclusiva à Rádio Jovem Pan, de São Paulo, para falar sobre a vitória do México em seu primeiro jogo na Copa do Mundo da Alemanha, contra o Irã, por 3 a 1.
Em abril de 2010, esteve no  Brasil, com Carlos Villagrán, onde participaram do Programa do Ratinho em uma série de dois episódios. A entrevista de Edgar foi ao ar no dia 22 de abril de 2010 e a de Carlos no dia seguinte. Ambos também estiveram no "2º Festival da Boa Vizinhança" evento destinado a fãs de Chaves e Chapolin, que foi organizado pelo Fã-Clube Chespirito Brasil e realizado em São Paulo. O evento aconteceu no dia 24 de abril de 2010. A equipe de produção do Pânico na TV presenteou o ator com um cheque ficticio como pagamento de 14 meses de aluguel, ficando extremamente emocionado.
Em 13 de setembro de 2011, através de entrevista coletiva no SBT, Édgar explicou como perdeu 86 kg após o seriado Chaves.
Em 15 de setembro de 2011, foi entrevistado pelo programa Agora é Tarde, da Rede Bandeirantes, apresentado por Danilo Gentili. Durante a entrevista ele disse que estava tendo aulas de língua portuguesa e também emocionou-se quando falou de seus colegas de elenco do Chaves.
No dia 18 de setembro de 2011, esteve no Domingo Legal no SBT e participou do evento 4FunFest em São Paulo.
Em 24 de setembro de 2011, esteve em Belo Horizonte para participar de uma apresentação de comédia no Teatro Alterosa.
No dia 26 de março de 2012 Édgar foi ao Programa do Ratinho, onde mostrou cenas inéditas do seriado El Chavo del Ocho e falou sobre o América Celebra a Chespirito, homenagem da Televisa à Roberto Gómez Bolaños.
Em 29 de março de 2012 esteve no programa Agora é Tarde, onde participou do quadro mesa vermelha.
No dia 22 de julho de 2012, Édgar esteve em Porto Alegre-RS, onde apresentou seu show "Senhor Barriga é Jovem Ainda", no Opinião (Porto Alegre).
Em 25 de julho de 2012 o humorista fez uma visita ao Memorial do Sport Club Corinthians Paulista, sendo fotografado, inclusive, com a taça da Copa Libertadores da América de 2012, conquistada pelo Corinthians. Logo em seguida, deu uma entrevista no programa Pânico, da Rádio Jovem Pan.
No dia 5 de agosto de 2012 esteve pela segunda vez no Domingo Legal e apresentou seu show "Senhor Barriga é Jovem Ainda" no Carioca Club, em São Paulo.
Em 10 e 11 de agosto de 2012 participou da Bienal do Livro em São Paulo. No evento, o livro Chaves - A História Oficial Ilustrada foi lançado no Brasil, Edgar esteve no lançamento e autografou o livro para os fãs.
No dia 28 de setembro de 2013 fez um show em Porto Alegre.
Em 30 de setembro de 2013 fez um show no Teatro da UCS, em Caxias do Sul.
No dia 2 de outubro de 2013 esteve em Belo Horizonte, onde participou de um bate-papo com o humorista Thiago Comédia.
Em 14 de maio de 2014 foi entrevistado no programa The Noite com Danilo Gentili e ainda aproveitou para divulgar o seu novo jogo, o Chaves Kart. Dias depois, em 18 de maio de 2014, esteve no Domingo Legal. Em junho, visitou novamente o país para lançar o jogo Chaves Kart com os fãs e fez uma participação especial no Programa do Ratinho. Além disso, esteve no estádio Castelão, em Fortaleza, para ver a partida entre Brasil e México pela Copa do Mundo de 2014.
No dia 11 de agosto de 2014 esteve ao vivo no aniversário da comediante Tatá Werneck no Programa Tudo Pela Audiência, apresentado por Tatá Werneck e Fábio Porchat.
Em 4 de dezembro de 2014 participou da Comic Con Experience, em São Paulo. No evento, mostrou um painel sobre os 30 anos do seriado e fez uma homenagem à Roberto Gómez Bolaños. No dia seguinte, concedeu uma rápida entrevista no The Noite com Danilo Gentili, onde falou sobre Bolaños. Também esteve novamente no Domingo Legal para homenagear Bolaños, no dia 7 de dezembro de 2014.
No dia 13 de outubro de 2015 esteve em São Paulo  para lançar o "Desafio do Chaves", aplicativo educacional da Televisa; e visitou a réplica da vila do Chaves no shopping de Suzano.
Em 16 de outubro de 2015 fez um show no Teatro Brasil Kirin, em Campinas.
Ainda em outubro de 2015 Edgar gravou uma participação especial no Domingo Legal, falando sobre o "Desafio do Chaves". O programa foi exibido em 3 de janeiro de 2016.
No dia 16 de novembro de 2015, apareceu no The Noite com Danilo Gentili, onde fez uma participação no quadro "Conversa Jogada".
Entre 1 de abril de 2016 e 3 de maio de 2016, fez uma turnê pelo Brasil, com o show "Uma Noite com o Senhor Barriga". Foi para nove estados e apresentou o show em 19 cidades do país (Sorocaba, Salto, Americana, São Paulo, Campinas, Jundiaí, Santo André, Rio de Janeiro, Niterói, Goiânia, Brasília, Belo Horizonte, Florianópolis, Itajaí, Joinville, Curitiba, Palmas, São José dos Campos e Porto Alegre). Na maioria delas, esteve pela primeira vez. Durante a turnê, concedeu uma entrevista no Luciana by Night, da Rede TV; e também no Pânico, da Rádio Jovem Pan.
No dia 14 de maio de 2016, participou da apresentação da amiga Ana Lilian de la Macorra, a Paty, no 4FunFest em São Paulo.
Entre 28 de abril e 7 de maio de 2017, realizou mais uma turnê no Brasil, com o espetáculo "O Show do Senhor Barriga". As apresentações aconteceram em Goiânia, Brasília (duas sessões), São José dos Campos, Londrina e São Paulo. Durante a turnê, concedeu mais uma entrevista no The Noite com Danilo Gentili, onde falou sobre os bastidores de Chaves.
Em novembro de 2017 esteve rapidamente em São Paulo para anunciar o protótipo da estátua do Senhor Barriga, da Iron Studios, que foi apresentada na Comic Con Experience.
Em maio de 2018, esteve no Brasil para participar da estreia de El Chavo del Ocho e El Chapulin Colorado no Multishow. No dia 21 de maio de 2018, Edgar esteve no programa TVZ e também acompanhou a estreia em um evento com fãs num cinema do Rio de Janeiro.
Nos dias 20 e 21 de julho de 2018, participou do Geek & Game Rio Festival, no Rio de Janeiro. No evento, apresentou um painel sobre Chaves, ao lado de Ana Lilian de la Macorra, e tirou fotos com os fãs. Durante essa vinda ao Brasil, Edgar também gravou uma participação especial em um episódio do Vai que Cola, do Multishow.
Em 1 de maio de 2019, fez uma visita a vila do humorista Carlinhos Maia em Penedo, Alagoas.
Em 16 de junho de 2019, participou do DreamFest, em Porto Alegre.
Em agosto de 2020, participou do filme "Episódios Perdidos: Uma História", produzido pelo Fórum Chaves.
Em 5 e 6 de dezembro de 2020, participou da CCXP Worlds, a primeira edição totalmente online da CCXP, onde apresentou um painel sobre Chaves e participou de um meet digital com os fãs.
Em maio de 2022, depois de dois anos sem poder vir ao Brasil por causa da pandemia de covid-19, Edgar voltou ao país. No dia 26 de maio, esteve na hamburgueria Patties em São Paulo para uma sessão de fotos e autógrafos com os fãs em comemoração aos cinquenta anos da série.  No dia 28, realizou um show no Teatro Iguatemi, em Campinas (SP). E no dia 29, foi assistir a peça Sweeney Todd em São Paulo.
Entre os dias 1 e 4 de dezembro de 2022, participou da CCXP em São Paulo, sendo esta a terceira vez que Edgar esteve na CCXP. No evento, apresentou um painel, tirou fotos com os fãs, deu autógrafos e anunciou a sua aposentadoria dos shows para tratar um problema na perna.
Nos dias 29 e 30 de julho de 2023, participou do evento Imagineland, em João Pessoa. Também começou a desenvolver um projeto humorístico para a Rede Globo. O projeto, um seriado chamado No Corre, estreou no Multishow em 13 de novembro de 2023.
Nos dias 2 e 3 de novembro de 2023, participou do evento Santos Festival Geek, em Santos.
Entre os dias 5 e 8 de dezembro de 2024, participou da CCXP em São Paulo, sua quarta vez no evento.

## Filmografia

### Televisão
| Ano       | Título                                      | Personagem                                                  | Notas                 |
| --------- | ------------------------------------------- | ----------------------------------------------------------- | --------------------- |
| 2025      | Chespirito: Sem Querer Querendo             | Agustín Delgado                                             |                       |
| 2023      | No Corre                                    | Seu Malono                                                  |                       |
| 2023      | Perdona Nuestros Pecados                    | Don Rosendo Jeremías Pérez Rojas                            |                       |
| 2022      | Vecinos                                     |                                                             |                       |
| 2019      | Cita a Ciegas                               | Don Homero                                                  |                       |
| 2018      | Vai que Cola                                | Senhor Barriga                                              | Participação especial |
| 2018      | La jefa del campeón                         | Don Pedro Menchaca                                          |                       |
| 2012      | La familia P. Luche                         | Médico de Frederica                                         | Participação especial |
| 2011      | Méteme Gol                                  | Máximo de la O                                              |                       |
| 2010      | Para volver a amar                          | Renato Villamar                                             |                       |
| 2005      | Chespirito: 35 años en el corazón de México | Ele mesmo                                                   |                       |
| 2005      | Aplausos                                    | Ele mesmo                                                   |                       |
| 2005      | Amarte así                                  | Don Pedro                                                   |                       |
| 2004      | La guerra de los sexos                      | Senhor Barriga / Nhonho                                     |                       |
| 2002      | De pe a pa                                  | Ele mesmo                                                   |                       |
| 2002–2003 | Desde Gayola                                | Pacheco                                                     |                       |
| 2000      | No contaban con mi astucia                  | Ele mesmo                                                   |                       |
| 2000      | Plaza Sésamo                                | Don Boni                                                    |                       |
| 2000–2006 | Mujer, casos de la vida real                | Vários personagens                                          | 6 episódios           |
| 1998      | Navidad fabuloja                            | Rei Mago                                                    |                       |
| 1998      | ¿Qué nos pasa?                              |                                                             |                       |
| 1998      | Soñadoras                                   | Jaime Guzmán                                                |                       |
| 1997      | Alguna vez tendramos alas                   | Sebastían Medina                                            |                       |
| 1974      | Mundo de juguete                            |                                                             |                       |
| 1973–1979 | El Chavo del Ocho                           | Senhor Barriga / Nhonho                                     |                       |
| 1973–1979 | El Chapulín Colorado                        | Pança Louca / Bola Barrigola / Botijão / Vários personagens |                       |
| 1970–1995 | Chespirito                                  | Botijão / Nhonho / Vários personagens                       |                       |

### Cinema
| Ano  | Título                                 | Personagem              | Notas              |
| ---- | -------------------------------------- | ----------------------- | ------------------ |
| 2018 | Amor a la deriva                       | Médico                  |                    |
| 2017 | Despicable Me 3                        | Silas Pietraserón (voz) | Dublagem           |
| 2015 | Cementerio General 2                   |                         |                    |
| 2015 | Minions                                | Guardião da Coroa (voz) | Dublagem           |
| 2014 | The Penguins of Madagascar             | Montanha (voz)          | Dublagem           |
| 2013 | Despicable Me 2                        | Silas Pietraserón (voz) |                    |
| 2011 | Alvin and the Chipmunks 3: Chipwrecked |                         |                    |
| 2010 | Brijes                                 | Zom Pol Balam (voz)     | Dublagem           |
| 2010 | Poquita ropa                           | Ladrão                  |                    |
| 2010 | La mano de satán                       | Satán                   |                    |
| 2009 | Dug's Special Mission                  | Dug (voz)               | Dublagem           |
| 2009 | Up                                     | Dug (voz)               | Dublagem           |
| 2008 | All Inclusive                          | Taxista                 |                    |
| 2007 | Ratatouille                            |                         | Dublagem           |
| 2007 | O Orfanato                             | Balabán                 |                    |
| 2006 | Bandidas                               | Gerente do Banco        |                    |
| 2004 | El show del vampiro                    | Vampiro Max (voz)       | Dublagem           |
| 1992 | Gordo                                  | Gordo                   |                    |
| 1988 | Musica del Viento                      |                         | Produtor Executivo |
| 1987 | Escuadrón sida                         |                         |                    |
| 1984 | Frankenstein's Great Aunt Tillie       | Feldwebel Erstarren     |                    |
| 1983 | El más valiente del mundo              |                         |                    |
| 1983 | Don Ratón y Don Ratero                 | Kilos                   |                    |
| 1982 | El Chanfle 2                           | Dr. Nájera              |                    |
| 1979 | El Chanfle                             | Dr. Nájera              |                    |

### Internet
| Ano  | Título                           | Personagem | Notas      |
| ---- | -------------------------------- | ---------- | ---------- |
| 2020 | Episódios Perdidos: Uma História | Ele mesmo  | Entrevista |